# Brauneck-Gipfelhaus
Das Brauneck-Gipfelhaus ist eine Alpenvereinshütte der Sektion Alpiner Ski-Club München des Deutschen Alpenvereins. Es liegt auf dem Brauneck westlich von Lenggries in den bayerischen Voralpen auf einer Höhe von 1540 m ü. NHN in der Gemarkung der Gemeinde Lenggries und bildet deren Gemeindeteil Brauneckhütte.

## Geschichte
Der erste Beschluss zum Bau einer Hütte auf dem Brauneck für Wintertourengeher wurde 1920 auf der Mitgliederversammlung des Alpine Ski-Clubs e. V. (ASC) gefasst. Das dafür benötigte Grundstück wurde im Folgejahr gekauft. Die Inflation von 1923 entwertete jedoch die bis dahin angesparte Geldsumme von 5000 Goldmark, so dass das Projekt erst 1929 in Angriff genommen wurde. Nachdem die Hütte von Juli bis September 1930 errichtet worden war, erfolgte die Einweihung am 21. Juni 1931. Zu Beginn war Platz für 35 Tages- und 14 Nächtigungsgäste. Der Gastraum wurde 1933 auf 130 Sitzplätze erweitert. Ein weiterer Ausbau auf 70 Schlafplätze und 180 Sitzplätze erfolgte 1937.
Während des Zweiten Weltkriegs war das Brauneck-Haus zur Unterbringung von Soldaten requiriert, die auf dem Gipfel als Fliegerbeobachter eingesetzt wurden.
Nach dem Krieg nahmen die Besucherzahlen zunächst zu. Es gab zwischen 6000 und 8000 Übernachtungen pro Jahr. Anfang der 1950er Jahre brachen die Besucherzahlen jedoch aufgrund des zunehmenden touristischen Fernverkehrs ein. Das Gros der damaligen Bergwanderer wandte sich Gipfeln zu, die mit Seilbahnen erschlossen waren. Auch der Bau der Brauneck-Bergbahn änderte daran wenig, da sie hauptsächlich von Skifahrern genutzt wurde, die von der Bergstation sofort wieder ins Tal abfuhren. In den 1960er Jahren gab es Versuche seitens der Brauneck-Bergbahn, das Haus zu kaufen und in ein Restaurant umzuwandeln. Diese Offerte wurde jedoch abgelehnt.
Ab 1996 wurde das Haus sukzessive renoviert. Besondere Schwerpunkte bildeten dabei die umweltfreundliche Energieversorgung sowie moderne Sanitäreinrichtungen.

## Zugänge
- von der Bergstation der Kabinenbahn (1500 m), Gehzeit: 10 Minuten
- von Schlegldorf, Gehzeit: 2½ Stunden
- von Lenggries (679 m), Gehzeit: 2–3 Stunden
- von Wegscheid (690 m), Gehzeit: 2–3 Stunden
- vom Parkplatz Längental, Gehzeit: 3½ Stunden[2]

## Tourenmöglichkeiten

### Übergänge zu Nachbarhütten
- Tutzinger Hütte (1327 m), Gehzeit: 3 Stunden
- Neulandhütte (1235 m), Gehzeit: 2½ Stunden
- Lenggrieser Hütte, (1338 m), Gehzeit: ca. 5½ Stunden
- Blomberghaus (1203 m), Gehzeit: 6 Stunden[3]

### Gipfelbesteigungen
- Latschenkopf (1712 m), Gehzeit: 1 Stunde
- Achselköpfe (1709 m), Gehzeit: 2 Stunden
- Benediktenwand (1801 m), Gehzeit: 3 Stunden[4]

### Skitouren
- entlang der Brauneck-Bergbahn-Pisten
- durchs Längental